# Stenomacrus inferior
Stenomacrus inferior là một loài tò vò trong họ Ichneumonidae.